# Candida yuchorum
Candida yuchorum är en svampart som beskrevs av S.O. Suh & M. Blackw. 2004. Candida yuchorum ingår i släktet Candida, ordningen Saccharomycetales, klassen Saccharomycetes, divisionen sporsäcksvampar och riket svampar.   Inga underarter finns listade i Catalogue of Life.